# Eddie Harris
Pour les articles homonymes, voir Harris.
Eddie Harris (né le 20 octobre 1934 à Chicago et mort le 5 novembre 1996 à Los Angeles) est un musicien de jazz américain multi-instrumentiste.

## Biographie

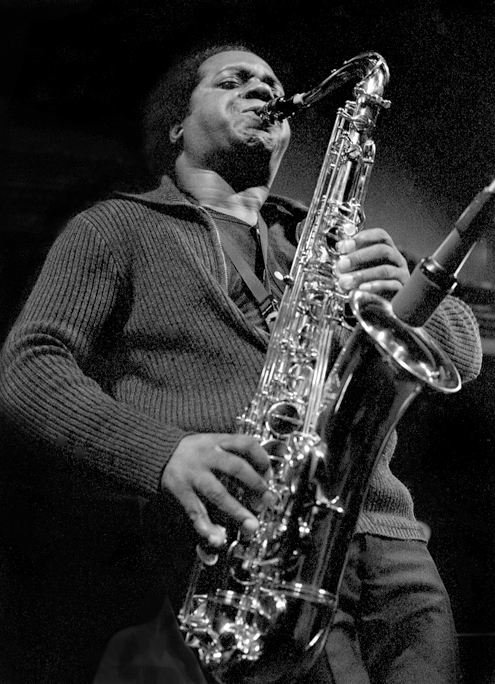
Eddie Harris en 1980.

Eddie Harris est surtout connu en tant que saxophoniste ténor, ayant été parmi les premiers à utiliser le saxophone amplifié électriquement.
Il jouait aussi du piano électrique, de l'orgue et de la trompette.
Son premier album pour Vee-Jay Records, Exodus to Jazz, inclus son arrangement du thème du film Exodus, pour lequel il a été le premier musicien de jazz à obtenir un disque d'or.
Il a enregistré plus de 70 albums entre 1961 et sa mort en 1996.

## Discographie

### En tant que leader
- 1961: Exodus to Jazz (Vee-Jay)
- 1961: Mighty Like a Rose (Vee-Jay)
- 1961: Jazz for "Breakfast at Tiffany's" (Vee-Jay)
- 1962: A Study in Jazz (Vee-Jay)
- 1962: Eddie Harris Goes to the Movies (Vee-Jay)
- 1963: Bossa Nova (Vee-Jay)
- 1963: Half and Half (Vee-Jay)
- 1964: For Bird and Bags (Exodus) - autre titre Sculpture (Buddah)
- 1964: Cool Sax, Warm Heart (Columbia)
- 1964: Here Comes the Judge (Columbia)
- 1965: Cool Sax from Hollywood to Broadway (Columbia)
- 1965: The In Sound (Atlantic)
- 1966: Mean Greens (Atlantic)
- 1967: The Tender Storm (Atlantic)
- 1968: The Electrifying Eddie Harris (Atlantic)
- 1968: Plug Me In (Atlantic)
- 1968: Pourquoi L'Amérique - film de Frédéric Rossif, soundtrack (AZ)
- 1968: Silver Cycles (Atlantic)
- 1969: High Voltage (Atlantic) (live at the Village Gate in New York and at Shelly's Manne Hole in Hollywood)
- 1969: Swiss Movement (Atlantic) (recorded live at The Montreux Jazz Festival) avec Les McCann
- 1969: Free Speech (Atlantic)
- 1970: The Best of Eddie Harris (Atlantic)
- 1970: Come on Down! (Atlantic)
- 1970: Live at Newport (Atlantic)
- 1970: Smokin' 1970 Janus Records
- 1971: Second Movement (Atlantic) - avec Les McCann
- 1972: Love...From A Horn 1972 Harmony
- 1971: Instant Death (Atlantic)
- 1972: Eddie Harris Sings the Blues (Atlantic)
- 1973: Excursions (Atlantic)
- 1974: E.H. in the U.K. (Atlantic)
- 1974: Is It In (Atlantic)
- 1974: I Need Some Money (Atlantic)
- 1975: Black Sax GNP Crescendo Records (en)
- 1975: Bad Luck Is All I Have (Atlantic)
- 1975: That Is Why You're Overweight (Atlantic)
- 1975: The Reason Why I'm Talking S--t 1976 (Atlantic)
- 1976: How Can You Live Like That? (Atlantic)
- 1978: I'm Tired of Driving (RCA)
- 1979: Playin' With Myself (RCA)
- 1981: Sounds Incredible (AFE Records)
- 1981: The Versatile Eddie Harris (Recorded 1976) (Atlantic)
- 1982: The Real Electrifying Eddie Harris (Ubiquity Records)
- 1983: Exploration (Chiaroscuro Records)
- 1983: A Tale Of Two Cities
- 1986: Eddie Who? Timeless Records (en)
- 1987: People Get Funny (Timeless Records)
- 1989: Live in Berlin (Timeless Records)
- 1990: Live at the Moonwalker Moonwalker Label (Suisa)
- 1991: A Tale of Two Cities (Virgin Japan)
- 1991: There Was a Time - Echo of Harlem Enja
- 1992: For You For Me For Evermore (Steeplechase)
- 1993: Yeah You Right (Lakeside)
- 1993: Listen Here (Enja)
- 1994: Vexatious Progressions (Flying Heart Records)
- 1994: The Battle of the Tenors avec Wendell Harrison
- 1995: Dancing by a Rainbow (Enja)
- 1996: All The Way-Live (Recorded 1981) (Milestone Records) avec Jimmy Smith
- 1997: The Last Concert ; avec WDR Big Band (Concert de mars 1996 à Cologne. (P)1997 N.Y., ACT 9249-2. (8 titres).)
- 2005: Exodus: The Best of the Vee-Jay Years Charly Records

### En tant que sideman
Avec Horace Silver
- Spiritualizing The Senses (Silveto Records, 1982)
- There's No Need to Struggle (Silveto Records, 1984)

Avec Cedar Walton
- Beyond Mobius (RCA, 1976)

Avec John Scofield
- Hand Jive (Blue Note, 1994)